# Strzelanina w Baku
Strzelanina w Baku – strzelanina, do której doszło 30 kwietnia 2009 roku na Azerbejdżańskim Państwowym Uniwersytecie Ropy Naftowej i Przemysłu w Baku, stolicy Azerbejdżanu. Sprawcą ataku był 28-letni Farda Gadirow. W strzelaninie zginęło 13 osób, wliczając zamachowca, a 13 kolejnych zostało rannych.

## Przebieg
Gadirow wtargnął na teren uczelni o godz. 9:30 rano i wkrótce potem zaczął strzelać. Najpierw zastrzelił uzbrojonego strażnika i woźnego, po czym wszedł do jednego z budynków na kampusie uczelni i otworzył ogień do studentów i wykładowców. Według relacji świadków Gadirow chodził przez sześć pięter, strzelając do przypadkowo napotkanych ludzi. Kiedy na miejsce zdarzenia przybyły siły specjalne, Gadirow zabarykadował się w budynku uczelni. Gadirow popełnił samobójstwo przez strzał w głowę krótko po tym, gdy funkcjonariusze weszli do budynku.

## Ofiary śmiertelne[3][4][5]
- Emin Abdulajew (20 lat)
- Ramiz Abdulajew (69 lat)
- Jejhun Aslanow (21 lat)
- Tamella Azizowa (58 lat)
- Rusłan Babaszow (19 lat)
- Ajaz Bagirow (21 lat)
- Jusif Bandalijew (20 lat)
- Ajna Gurbanowa (52 lata)
- Sawałan Jabbarow (22 lata)
- Taleh Mamadow (21 lat)
- Shafa Mamadowa (31 lat)
- Majnun Wahidow (63 lata)
- Farda Gadirow (28 lat)

## Sprawca
Sprawcą masakry był 28-letni Farda Gadirow (ur. 8 grudnia 1980), który był mieszkańcem Baku. Motywy jego działania nie są znane. Gadirow urodził się na terenie obecnej Gruzji i jako młoda osoba przeprowadził się z rodziną do Podolska do Rosji. Po przeprowadzce do Baku był określany jako nieprzystosowany do życia wśród innych. Po ataku na telefonie Gadirowa zostały znalezione komunikaty, w których sprawca sam określił się jako samotnego wilka. W jego rodzinnym domu w sąsiedniej Gruzji znaleziono fotografie przedstawiające Gadirowa z pistoletem, jedną z nich morderca podpisał Moim następnym krokiem jest śmierć. Początkowo twierdzono, że sprawca miał rzekomo domniemanego wspólnika, który miał nazywać się Mardun Gumaszjan, ale pomimo długoletniego śledztwa nigdy nie potwierdzono jego udziału w ataku.